# Callbach
Callbach là một đô thị thuộc huyện Bad Kreuznach trong bang Rheinland-Pfalz, phía tây nước Đức. Đô thị Callbach có diện tích 5,39 km², dân số thời điểm ngày 31 tháng 12 năm 2006 là 400 người.